# عبد السالم جمشيد
عبدالسلام ابو الريس هو لاعب كرة قدم أفغاني، ولد في 1981 في أفغانستان. شارك مع منتخب أفغانستان لكرة القدم.

## وصلات خارجية
- عبد السالم جمشيد على موقع ناشيونال فوتبول تيمز (الإنجليزية)